# Olivares (Sevilla)
Olivares er en by og kommune i det sydlige Spanien i provinsen Sevilla. Den har et indbyggertal på 9.504 (2024) indbyggere.